# Paska

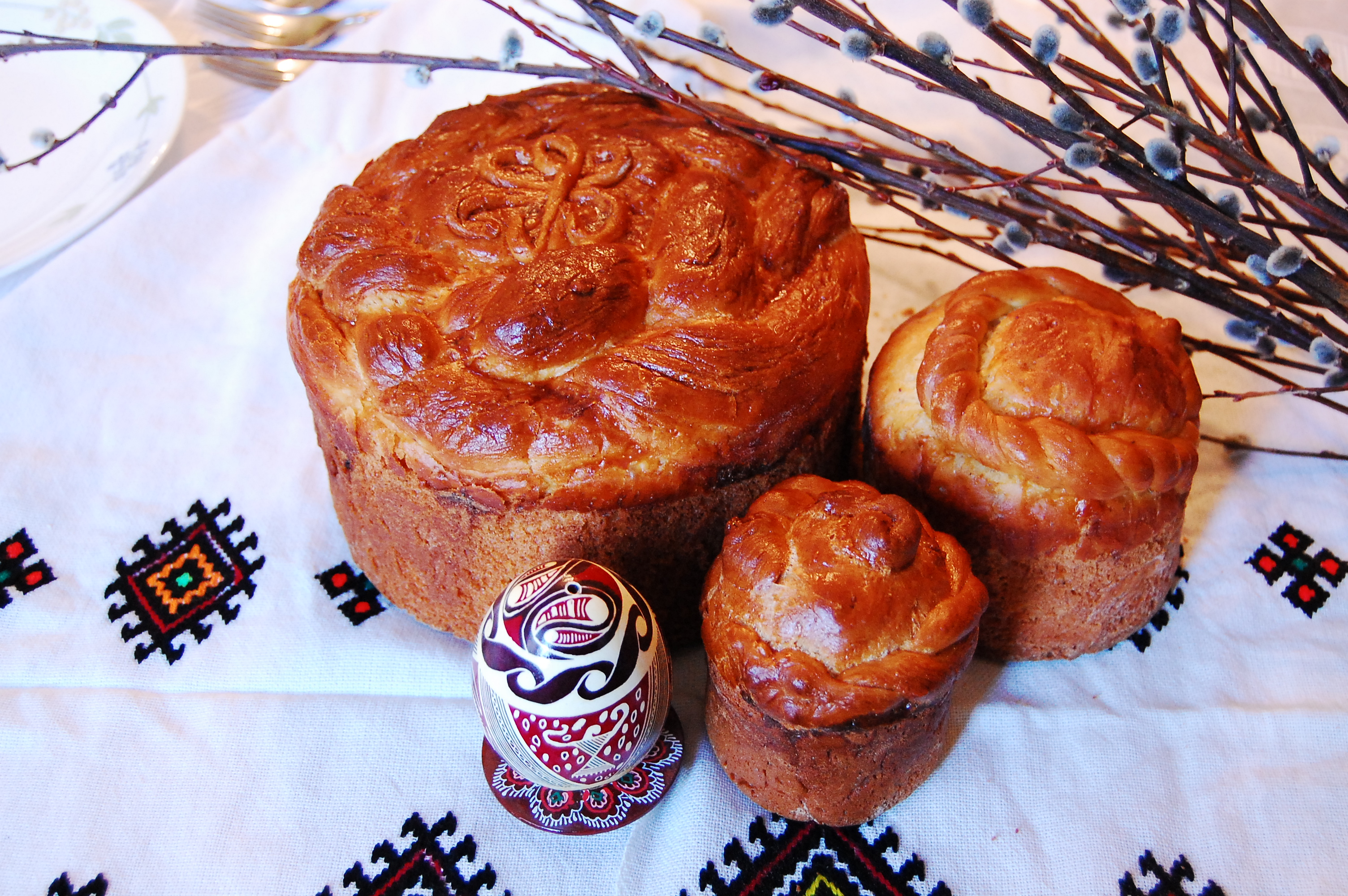
Paska ucraniana tradicional

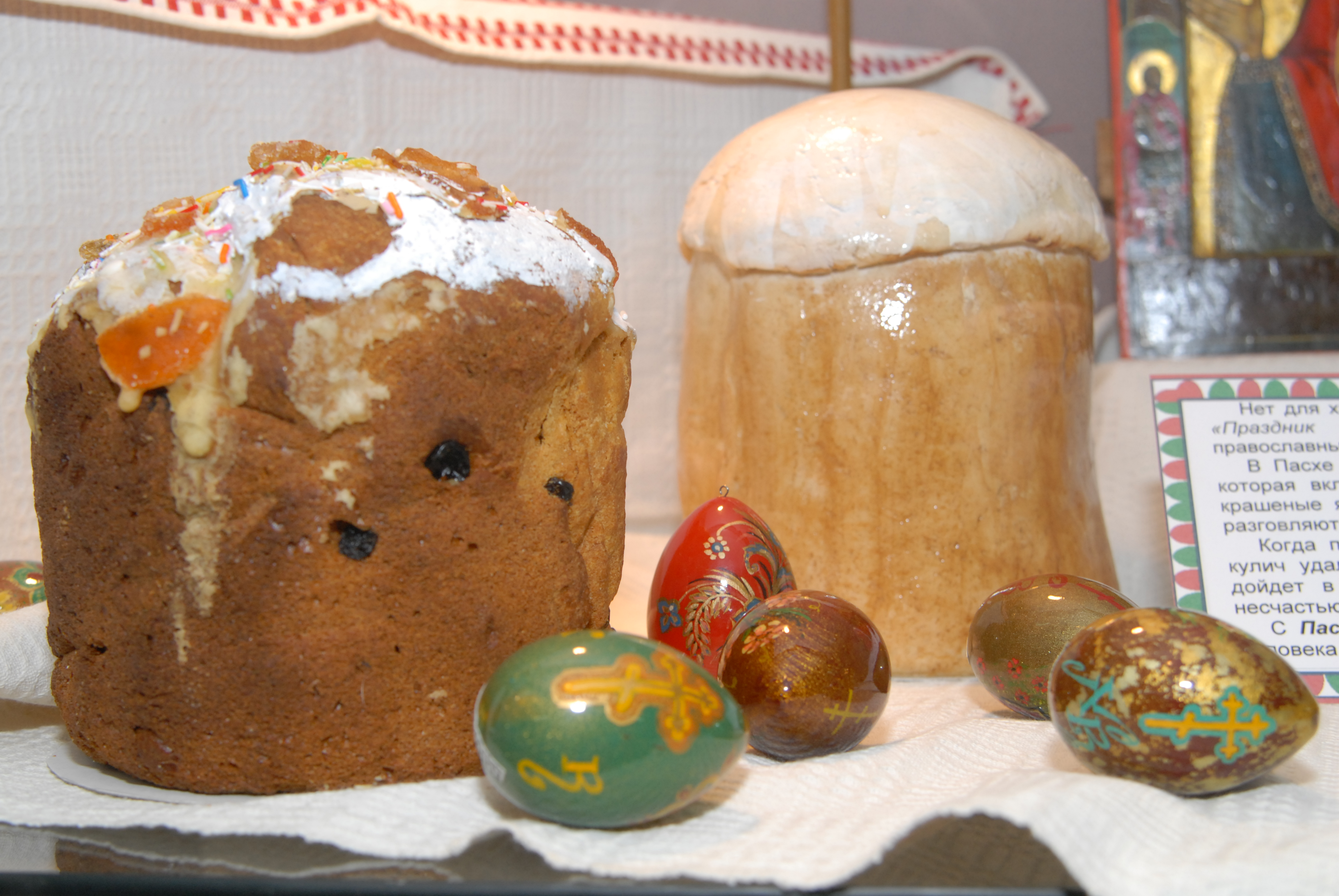
Paska

El paska es un pan de Pascua oriundo de los países eslavos y presente en Europa oriental y entre la población del Medio Oeste estadounidense descendiente de emigrantes. Se elabora con mantequilla, huevos y azúcar. Se emplea una mezcla de huevo y agua para glasearlo.
Es tradición cristiana en muchos países eslavos tomar este pan en Pascua. Diverso simbolismo cristiano se asocia con características de los panes de tipo paska. Su interior puede ser una espirar amarilla y blanca, que se dice representa el ascenso de Cristo en la fe cristiana, mientras el blanco representa el Espíritu Santo. Una versión de este pan de Pascua se elabora añadiéndole cerezas marrascas para simbolizar las joyas reales en honor de la resurrección de Jesús. En Estados Unidos se usan pasas blancas para simbolizar el «pan vivo descendido del cielo». Cuando se prepara con trozos dispuestos en un anillo se dice que representa la corona de espinos que llevó Jesús.
El paska se come con hrudka, también llamada syrek, una crema dulce suave parecida al queso elaborada con huevo y leche y remolacha mezclada con rábanos (chren/hrin) y klobassy (kielbasa). Se cree que fue llevado a los Estados Unidos por los menonitas, y se consume en el Medio Oeste de Estados Unidos junto con otros platos del Este de Europa como el pierogi y la salchichas kielbasa.
El paska estadounidense se elabora con una mezcla de harina, crema, azúcar, huevo, mantequilla y levadura. Se cubre con una mezcla de queso fresco y yema de huevo, y a veces también fruta. Este pan suele consumirse tradicionalmente en Pascua.